# Catherine Perret
Pour les articles homonymes, voir Perret.
Œuvres principales
- Walter Benjamin sans destin, Bruxelles, La Lettre volée, 2007 (1re éd. 1992)
- Marcel Duchamp, le manieur de gravité, Paris, Éditions CNDP, 1998.

Catherine Perret (1956) est professeure des universités en théorie et histoire des arts modernes et contemporains, dans l'UFR Arts, philosophie, esthétique de l’Université Paris 8 Saint-Denis. Elle est l'auteure de travaux de recherches sur Walter Benjamin et Marcel Duchamp.

## Parcours de formation
Catherine Perret est ancienne élève de l’École normale supérieure de Sèvres (1976-1980). Elle obtient une maîtrise de lettres et passe l'agrégation de lettres modernes (1979), puis s'oriente vers la philosophie, réalisant un mémoire de DEA de philosophie intitulé « De la citation dans l'œuvre de Walter Benjamin » (1982) à Paris I, sous la direction d'Olivier Revault d'Allonnes. En 1986, elle soutient dans cette même université une thèse universitaire de 3e cycle intitulée « Walter Benjamin ou la critique en effet ». Elle obtient parallèlement une licence de psychologie, mention psychopathologie clinique à l'université Paris VII (1987).
En 1999, elle réalise une habilitation à diriger des recherches, « Critique de la représentation », avec Dominique Chateau et est qualifiée au grade de professeure (CNU, 18e section) en 2000.
Ses travaux se situent au croisement de la théorie critique et de l’anthropologie psychanalytique. À partir de Walter Benjamin et de Marcel Duchamp, ses publications et son enseignement explorent les pratiques artistiques, les cultures et les sensibilités contemporaines dans leur relation complexe à la transmission et à la mémoire. 

## Parcours universitaire et de recherche
Catherine Perret enseigne la philosophie dans l'enseignement secondaire (1982-1988) puis l'esthétique comme maître de conférences, dans le département de philosophie à l'université Paris X Nanterre (1990-2011). Elle impulse notamment en 2002 la création puis assure la direction d'un DESS « Arts de l'exposition ».
Elle est recrutée comme professeur à l'université Paris 8, où elle enseigne la théorie et l'histoire des arts modernes et contemporains au sein de l'UFR Arts, philosophie, esthétique. Elle est membre statutaire de l'équipe de recherche EPHA (EA 4010).
Elle a une activité de traduction de l'allemand, notamment Les dernières lettres, de Friedrich Nietzsche (1989), et Lettres de la vie et de la mort 1793-1800, de Novalis (1993) (cf. bibliographie).

## Activité scientifique et organisation d'expositions artistiques
Catherine Perret est directrice de programme au Collège international de philosophie de 1995 à 2001, partenaire du European Network of Cultural Studies depuis 2007.
Elle est par ailleurs, à deux reprises, pensionnaire de l'Akademie Schloss Solitude (en), à Stuttgart, en 2005 et en 2006, dans le cadre d'un partenariat avec le Collège international de philosophie.
Elle a assuré des séminaires dans plusieurs écoles d’arts ou institutions, notamment « L’art et la transmission », Centre Pompidou, 2005 ; « Trouver de nouvelles armes », CIPh, (Arsindustrialis) ; « La pratique peut-elle être une instance de jugement ? Éthique foucaldienne et art contemporain », Institut de Recherche et de Développement du Centre Pompidou, 2007 ; « Vitesses de la mémoire, vitesse de la lumière », Galerie Nationale du Jeu de Paume, 2008.
Elle a également réalisé un rapport pour le Ministère de la Culture et de la Communication français, intitulé «L'art contemporain et la question de son exposition», en 2001 (cf. bibliographie).
Par ailleurs, elle a assuré la direction scientifique de deux colloques internationaux au Centre Georges Pompidou, «L'art contemporain et son exposition (1)», les 7 et 8 octobre 2002 et «L'art contemporain et son exposition (2)», le 7 octobre 2004. Elle est curatrice de plusieurs expositions d'art (cf. expositions).
Elle compte parmi les membres fondateurs de l'association Ars industrialis.

## Publications
Une bibliographie complète est consultable en ligne (cf. liens extérieurs / page universitaire)

### Ouvrages personnels
- Walter Benjamin sans destin, Paris, Éditions La Différence, 1992 ; rééd. revue et augmentée d'une préface, Bruxelles, La Lettre volée, 2007.
- Marcel Duchamp, le manieur de gravité, Paris, Éditions CNDP, 1998.
- L'art contemporain et la question de son exposition, 2001. Rapport non publié pour le Ministère de la Culture et de la Communication.
- Les Porteurs d'ombre, mimésis et modernité, Paris, Éditions Belin, « L'extrême contemporain », 2002.
- Olivier Mosset, la peinture même, Lausanne, Ides et Calendes, 2004.
- Non compatibles. Une peinture sans qualités, une exposition de Catherine Perret, Dijon, Les Presses du réel, 2006.
- L’Objet photographique (en collaboration avec Eric de Chassey), Genève, Musée d'art moderne et contemporain, 2011.
- Marcel Duchamp : Painting, Even, Dijon, Les Presses du Réel, 2013.
- L’Enseignement de la torture, Paris,  Seuil, Bibliothèque du XXIe siècle, 2013
- Le tacite, l'humain : anthropologie politique de Fernand Deligny, Paris, Seuil, 2021

### Direction d'ouvrages collectifs
- Pratiques abstraites, Rue Descartes, Paris, PUF/CIPh, no 17, 1997.
- FILS, l'art et la transmission de la modernité, Rue Descartes, Paris, PUF/CIPh, no 31,2001.
- L’Art contemporain et son exposition (en collaboration avec Elizabeth Caillet), tomes 1 et 2, Paris, L'Harmattan, coll. « Patrimoines et sociétés », 2002 et 2007.
- Fetisch+ Konsum, Stuttgart, Merz et Solitude, 2009.
- L'Enseignement de la torture : réflexions sur Jean Améry, Paris, Le Seuil, 2013.

### Articles récents (sélection)
- « UnlimitedSpace/espaces émancipés », Trois regards sur la peinture contemporaine, Paris, Éditions du regard, 2000.
- « Pour un modèle non généalogique de la transmission », FILS, l'art et la transmission de la modernité, Rue Descartes, Paris, PUF/CIPh, no 31, 2001.
- « Faire un tableau comme on enroule une bobine-cinéma », Ligéia, « Abstractions », Paris, septembre 2001.
- « L’Art en valise de Marcel Duchamp », Reproductibilité et Irreproductibilité de l'œuvre d'art, Bruxelles, La lettre volée, 2001.
- « Une nouvelle poétique de l'exposition », L'art au risque de la technique, Paris, Éditions Complexe, 2001.
- « La Fiction ou l'image de personne », Littérature, Paris, Larousse, no 123, novembre 2001.
- « Migrations de l'image : L'expositif », Effets de cadre, in De la limite en art, Presses Universitaires de Vincennes, 2003.
- « Malaise in the exhibition or an exhibition in need of History », European Art and Cultures, Napoli, Editioni Scientifiche Italiane, 2003.
- « Le Modernisme de Foucault », Michel Foucault, la conférence sur Manet, Paris, Seuil, coll. « Traces écrites », 2004, trad. russe à paraître.
- « Tableaux-écrans :Question de vitesse : la condition paléolithique du tableau », Cinq regards, Paris, éditions du regard, 2005 (traduit en anglais).
- « Ex situ », Non Compatible / une peinture sans qualités, une exposition de Catherine Perret, Dijon, Les Presses du réel, 2006 (traduit en anglais).
- « Ce sont les autres qui m' », Trente ans de Poésie, Paris, Belin, 2007.
- « Comme une seconde peau », Goûts à vendre, essais sur la captation esthétique, Paris,  IFM / Éditions du regard, 2007.
- « Malaise dans l'exposition : l'exposition en mal d'histoire », L'art contemporain et son exposition, tome 2, Paris, L'Harmattan, 2008.
- « Fetischismus und Perversion », Fetisch + Konsum, Stuttgart, Merz et Solitude, 2009 (traduit en anglais).
- « Non genealogical transmission », Filiation and its Discontents, Occasional Papers of the Fumanities Institute at Stony Brook, vol 4, edited by Robert Harvey, E.Anne Kaplan and François Noudelmann, Humanities Institute at Stony Brook, 2009
- « The long Tail ou L’Amateur du futur : les niches culturelles à l’heure du marketing relationnel », L’amateur : art, modes et consommations, sous la direction d’Olivier Assouly, Paris, IFM /éditions du Regard, janvier 2010.
- « Politique de l’archive et Rhétorique des images », Critique, numéro spécial « Art Contemporain », Paris, Minuit, été 2010.
- « Ventriloquie de la marchandise, Fragment pour une poétique de la théorie », in Collectif, Le Grand Huit, éditions le Bleu du Ciel, été 2010, Paris
- « Ciné-archives ou la mémoire cinéma », Montrer les violences extrêmes, sous la direction de Annette Becker et Octave Dubary, Paris, Creaphiseditions, 2012 ; « Cine-archivos o lamemoria-cine », Imago Critica, Revista da anthopologica e communicacion, Barcelona, avril 2010
- « The new Flesh, a variation on David Cronenberg (1)”,  in The cultural Life of Catastrophes and Crises, sous la direction deCarsten Meiner and Kristin Veel, Berlin, De Gruyter, 2012
- “The New Flesh et autres fables : de quoi rêvent les posthumains? (2)”, Cités, Presses Universitaires de France, no 55, 2013

### Choix de textes monographiques
- « Noël Dolla : L’Abstraction humiliée », Museum der modernen Kunst, Wien, Printemps 1995.
- « Ceci est mon corps ou le corps partagé de Piero Manzoni », Suite, série, séquence, Presses de l’Université de Poitiers, 1999.
- « Passage de la ligne /The line’s Journey », correspondance avec Raphaël Rubinstein à propos de la peinture de Bernard Piffarreti, Fondation Cartier, Paris, 2000 (traduit en anglais).
- « Métamorphose du tableau », Peter Kogler, Nice, éd. de la Villa Arson, automne 2002.
- « Orientation », Renée Lévi, Essen, Verlag für moderne Kunst Nürnberg, Museum Folkwang, 2003.
- « Images modernes et pratiques du sujet : Erwin Wurm », Ligéia, « La photographie en vecteur », Paris, 2004.
- « Démesure de la pensée, mesure de la pratique : Piero Manzoni », La démesure, Presses de l'Université de Paris XII, 2004.
- « Chop-Shop painting, une peinture au scalpel », James Hyde, Paris / Bruxelles, Les Filles du Calvaire, 2005 (traduit en anglais)
- « Handy Sport », catalogue Dominique Figarella, Centre d'art contemporain de Quimper, 2005 (traduit en anglais). republié in Dominique Figarella, Dijon, Les Presses du réel, avril 2011
- « La Guerre dans l’archive », Haroun Faroucki /Rodney Graham, Paris, Black Jack / Jeu de Paume, 2009 (traduit en anglais).
- « L’Hostie profanée, Jean-Louis Schefer », Les Cahiers du Musée national d'art moderne, Paris, Centre Georges Pompidou, janvier 2010.
- «Peindre à même la réalité », Dominique Figarella, Dijon, Presses du réel, 2011

### Séminaires en ligne
- « L’Art et la Transmission », Centre Pompidou (12 séances, avril - novembre 2005, publication en préparation, coéditions les Presses du réel / Centre Pompidou (publié en ligne sur le site www.centrepompidou.fr).
- « Trouver de nouvelles armes » (avec Marc Crépon, Georges Collins, Bernard Stiegler), Collège international de Philosophie (12 séances, octobre 2005-mai 2006, publié en ligne sur le site www.arsindustrialis.org).
- « La pratique peut-elle être une instance de jugement? Éthique foucaldienne et art contemporain », Institut de Recherche et de Développement du Centre Pompidou (13 séances, mars-Juin 2007, publié en ligne sur www.iri.centrepompidou.fr).
- «Vitesses de la mémoire, vitesse de la lumière », Galerie Nationale du Jeu de Paume (6 séances, novembre 2007-mai 2008, publié en ligne sur www.jeudepaume.org).

### Traductions
- Novalis, Lettres de la vie et de la mort 1793-1800, Paris, Éditions du Rocher, 1993.
- Friedrich Nietzsche, Dernières lettres, Paris, Payot, « Rivages », 1989.

## Expositions
- « Unlimited Space 1 », Paris, Galerie Les Filles du Calvaire, avril-juin 2000.
- « Unlimited Space 2 », Bruxelles, Galerie Les Filles du Calvaire, janvier-mars 2001.
- « Tableaux-Écrans », Paris, Bruxelles, Galerie les Filles du Calvaire, février-avril 2004.
- « Non Compatibles, une peinture sans qualités », Toulon, Villa Tamaris, novembre-janvier 2005
- « Fetish and Konsum », Stuttgart, Akademie Solitude, mai-juin 2008.

### Émission de radio
- « Catherine Perret », Émission Du jour au lendemain, sur France Culture d'Alain Veinstein, à propos de l'ouvrage L'Enseignement de la torture : réflexions sur Jean Améry (2013).